# Costco
Costco Wholesale Corporation (відома як Costco) — американська мережа супермаркетів, що станом на 2014 рік була третьою за розміром мережею роздрібної торгівлі в США та другою у світі після Walmart.
Станом на листопад 2024 року Costco має 890 складів по всьому світу: 616 у США, 109 у Канаді, 41 у Мексиці, 36 у Японії, 29 у Великій Британії, 19 у Кореї, 15 в Австралії, 14 на Тайвані, 7 у Китаї, 5 в Іспанії, два у Франції та по одному в Ісландії, Новій Зеландії та Швеції.
Costco фокусується на продажі товарів обмеженого числа виробників за невисокими цінами. Орієнтація на невелике коло виробників максимізує продажу певних марок продукції, що дозволяє отримувати від виробників додаткові знижки. Мережа працює за «членською системою», членство в клубній системі Costco коштує від $55/рік в США. В інших країнах сума членських внесків також приблизно дорівнює $55 в національній валюті.

## Фінанси
За 2023 фінансовий рік Costco повідомила про прибуток у розмірі 6,292  мільярда доларів США з річним доходом у 242,29 мільярда доларів США.